# Volkswagen Apollo
De Volkswagen Apollo is een wagen van het Braziliaanse automerk Volkswagen Brazilië, een dochteronderneming van de Duitse autofabrikant Volkswagen AG. De wagen is gebaseerd op de Ford Verona, de Zuid-Amerikaanse tegenhanger van de Ford Orion.